# Hakea horrida
Hakea horrida är en tvåhjärtbladig växtart som beskrevs av C. Gardner och R.M. Barker. Hakea horrida ingår i släktet Hakea och familjen Proteaceae. Inga underarter finns listade i Catalogue of Life.